# Cikó
Cikó es un pueblo ubicado en el distrito de Bonyhád, en el condado de Tolna, Hungría.

## Superficie
Posee una superficie de 19,86 kilómetros cuadrados.

## Demografía
Hasta 2019 la población era de 815 habitantes, con una densidad de población de 41,04 habitantes por kilómetro cuadrado.